# Trigonostemon cherrieri
Trigonostemon cherrieri е вид растение от семейство Млечкови (Euphorbiaceae). Видът е критично застрашен от изчезване.

## Разпространение
Разпространен е в Нова Каледония.